# American Basketball Association 1968-1969
La stagione della American Basketball Association 1968-1969 fu la seconda edizione del campionato ABA. I campioni furono gli Oakland Oaks (1967-1969), che sconfissero in finale gli Indiana Pacers.

## Squadre partecipanti
- Dallas Chaparrals
- Denver Rockets
- Houston Mavericks
- Indiana Pacers
- Kentucky Colonels
- L.A. Stars

- Miami Floridians
- Minnesota Pipers
- N.O. Buccaneers
- N.Y. Nets
- Oakland Oaks

## Classifica finale
Eastern Division
| Squadra           | V  | P  | %    | GB |
| ----------------- | -- | -- | ---- | -- |
| Indiana Pacers    | 44 | 34 | 56,4 | -  |
| Miami Floridians  | 43 | 35 | 55,1 | 1  |
| Kentucky Colonels | 42 | 36 | 53,8 | 2  |
| Minnesota Pipers  | 36 | 42 | 46,2 | 8  |
| New York Nets     | 17 | 61 | 21,8 | 27 |

Western Division
| Squadra                | V  | P  | %    | GB |
| ---------------------- | -- | -- | ---- | -- |
| Oakland Oaks           | 60 | 18 | 76,9 | -  |
| New Orleans Buccaneers | 46 | 32 | 59,0 | 14 |
| Denver Rockets         | 44 | 34 | 56,4 | 16 |
| Dallas Chaparrals      | 41 | 37 | 52,6 | 19 |
| Los Angeles Stars      | 33 | 45 | 42,3 | 27 |
| Houston Mavericks      | 23 | 55 | 29,5 | 37 |

## Vincitore
| Campione ABA 1968-1969   |
| ------------------------ |
| Oakland Oaks (1º titolo) |

## Statistiche
| Categoria         | Giocatore     | Squadra                | Stat |
| ----------------- | ------------- | ---------------------- | ---- |
| Punti per gara    | Rick Barry    | Oakland Oaks           | 34,0 |
| Rimbalzi per gara | Mel Daniels   | Indiana Pacers         | 16,5 |
| Assist per gara   | Larry Brown   | Oakland Oaks           | 7,1  |
| FG%               | Jimmy Jones   | New Orleans Buccaneers | 53,5 |
| FT%               | Rick Barry    | Oakland Oaks           | 88,8 |
| 3FG%              | Darel Carrier | Kentucky Colonels      | 37,9 |

## Premi ABA
- ABA Most Valuable Player Award: Mel Daniels, Indiana Pacers
- ABA Rookie of the Year Award: Warren Jabali, Oakland Oaks
- ABA Coach of the Year Award: Alex Hannum, Oakland Oaks
- ABA Playoffs Most Valuable Player: Warren Jabali, Oakland Oaks
- All-ABA First Team:
  - Connie Hawkins, Minnesota Pipers
  - Rick Barry, Oakland Oaks
  - Mel Daniels, Indiana Pacers
  - Jimmy Jones, New Orleans Buccaneers
  - Larry Jones, Denver Rockets
- All-ABA Second Team:
  - John Beasley, Dallas Chaparrals
  - Doug Moe, Oakland Oaks
  - Red Robbins, New Orleans Buccaneers
  - Donnie Freeman, Miami Floridians
  - Louie Dampier, Kentucky Colonels
- All-Rookie Team:
  - Ron Boone, Dallas Chaparrals
  - Warren Jabali, Oakland Oaks
  - Larry Miller, Los Angeles Stars
  - Gene Moore, Kentucky Colonels
  - Walt Piatkowski, Denver Rockets